# Morgan Moses
Pour les articles homonymes, voir Moses.
(en) Statistiques sur pro-football-reference
Morgan Moses, né le 3 mars 1991 à Richmond (Virginie), est un sportif professionnel américain de football américain jouant au poste d'offensive tackle dans la National Football League (NFL) depuis la saison 2014 et pour la franchise des Patriots de la Nouvelle-Angleterre dès 2015.
Auparavant, au niveau universitaire, il a joué pendant quatre saisons dans la NCAA Division I FBS pour les Cavaliers de l'université de Virginie (2010-2013) avant d'être sélectionné en 66e choix lors du 3e tour de la draft 2014 de la NFL par la franchise des Redskins de Washington.
Après sept saisons à Washington, il rejoint pour une saison les Jets de New York (2021) puis les Ravens de Baltimore (2022-2023). Il revient chez les Jets en 2024 à la suite d'un échange contre des choix de 4e et de 6e tour et agent libre rejoint les Patriots en 2025.